# Винтер, Иржи
Иржи Винтер (чеш. Jiří Winter, псевдоним Непракта (чешск. Neprakta), 12 июля 1924, Прага, Чехословакия — 30 октября 2011, Прага, Чехия) — чешский художник, карикатурист, иллюстратор и юморист
.

## Биография
По окончании реальной гимназии учился в государственной школе графики. Во время Второй мировой войны попал в тюрьму за хранение оружия. После войны учился несколько семестров на биологическом факультете Карлова университета. Карьеру художника начал в 1948 году. Под псевдонимом Непракта работал в тандеме с Бедржихом Копецким, а позже — с писателем и юмористом Милославом Швандрликом. Оба они стали одними из главных авторов чешского сатирического журнала «Dikobraz». Проиллюстрировал серию книг Милослава Швандрлика Neuvěřitelné příhody žáků Kopyta a Mňouka («Невероятные приключения учеников Копыта и Мнюка»). Непракта был одним из самых плодовитых художников. Нарисовал более 35 тысяч карикатур (его имя внесено в Книгу рекордов Гиннесса), иллюстрировал юмористические книги.

### Книги Иржи Винтера
- Špehýrky, 1969, Vysočina
- 929x Neprakta, 1984, Práce
- S Nepraktou v hospůdce, 2007, Epocha
- Tučná linka černou tuší, 2012, Epocha (написана с Ярославом Копецким)

### Книги, проиллюстрированные Иржи Винтером
- Милослав Швандрлик, Doktor od Jezera hrochů, 1980, XYZ
- Милослав Швандрлик, Sek a Zula, 1994, Epocha
- Милослав Швандрлик, Kdo se bojí, nesmí na hřbitov, 1995, XYZ
- Милослав Швандрлик, Válka skřetů, 1996, Naše Vojsko
- Милослав Швандрлик, 100 nejlepších hororů, 2004, Epocha
- Милослав Швандрлик, NEPRAKTYcká historie, Epocha
- Милослав Швандрлик, S Nepraktou za zvířenou, 2007, Epocha
- Милослав Швандрлик, S Nepraktou v mokrém živlu, 2008, Epocha
- Милослав Швандрлик, S Nepraktou u výprasku, 2008, Epocha